# Ewa Danuta Białek
Ewa Danuta Białek (ur. 8 listopada 1946 w Warszawie) – doktor nauk farmaceutycznych, propagatorka „edukacji zdrowotnej” i „edukacji o sobie” oraz zintegrowanego podejścia do zdrowia i rozwoju człowieka, pionierka psychosyntezy w Polsce, twórczyni programów autorskich wychowania do zdrowia w rodzinie, szkole i świecie, trener psychosyntezy menedżerskiej i organizacyjnej (IAMOP, USA), coach for personal well-being, autorka kilkudziesięciu książek, jak również haseł dotyczących psychosyntezy w „Encyklopedii pedagogicznej XXI wieku”. Uzyskała doktorat z immunologii i specjalizację I stopnia z analityki klinicznej.

## Życiorys
Ukończyła Liceum im. Narcyzy Żmichowskiej w Warszawie, a w 1969 studia farmaceutyczne na Wydziale Farmacji Akademii Medycznej w Warszawie. W trakcie studiów została zatrudniona w Zakładzie Bromatologii macierzystego Wydziału. W 1981 obroniła doktorat z immunologii Badania nad wydzielniczą IgA (sIgA) na Wydziale Farmaceutycznym Akademii Medycznej w Warszawie i uzyskała stopień doktora nauk farmaceutycznych. W latach 1985–1992 pracowała w Centrum Medycznym Kształcenia Podyplomowego w Zakładzie Diagnostyki Laboratoryjnej, biorąc udział w szkoleniu lekarzy w tej specjalności.
W 1992 Ewa Białek rozpoczęła pracę w Tarchomińskich Zakładach Farmaceutycznych. Od 1997 prowadziła warsztaty autorskie „edukacja do zdrowia”, w których wprowadzała psychosyntezę do psychosomatyki i pedagogiki. Zagadnienia związane z psychosyntezą prezentowała na naukowych konferencjach pedagogicznych i sympozjach Towarzystwa Edukacji Psychosomatycznej. W 1995 ukończyła studia podyplomowe z psychologii w Stanach Zjednoczonych. W 1996 ukończyła kurs menedżerów i doradców personalnych w Międzynarodowej Szkole Menedżerów w Warszawie.
Z racji swoich problemów zdrowotnych, ciągnących się od wczesnego dzieciństwa, w 1997 zainicjowała powołanie Stowarzyszenia Edukacja dla Przyszłości, będąc jego prezesem oraz autorką jego programów edukacyjnych „Wychowanie do zdrowia w rodzinie, szkole i świecie” (1997–2004). W tych latach zorganizowała m.in. konferencje: Dokąd zmierzasz człowieku? Model edukacji dla przyszłości, Rodzina w społeczności lokalnej i środowisku (2000) oraz Edukacja przyszłości – humanizacja czy robotyzacja? (2001). Ta ostatnia odbyła się pod patronatem Urzędu Gminy Warszawa Targówek. Ponadto w tym okresie Ewa Białek brała udział m.in. w konferencjach organizowanych przez Urząd Marszałkowski Województwa Mazowieckiego i była jedyną przedstawicielką organizacji pozarządowych, która podpisała wstępną umowę na realizację programów promocji zdrowia dla województwa mazowieckiego na lata 2001–2005.
Wykładała w Wyższej Szkole Pedagogiki Resocjalizacyjnej „Pedagogium” w Warszawie i w Wyższej Szkole Nauk Społecznych i Technicznych w Radomiu. Była wykładowcą na sympozjach Towarzystwa Edukacji Psychosomatycznej, Polskiej i Światowej Akademii Medycyny im. Alberta Schweitzera. Jest zastępcą redaktora naczelnego czasopisma Dydaktyka Literatury i Konteksty.
Od 2014 jest ekspertem zewnętrznym Narodowego Centrum Badań i Rozwoju.

## Wybrane publikacje
Jest autorką kilkudziesięciu książek, w większości wydanych w formie samopublikacji. We współpracy z innymi wydawnictwami wydała między innymi:
- Zrównoważony rozwój dziecka w świetle nowych wyzwań, Oficyna Wydawnicza IMPULS, Kraków 2009, ISBN 978-83-7587-067-1.
- Psychosynteza w edukacji: wzrastanie samoświadomości człowieka, Warszawa 2005, Eneteia Wydawnictwo Szkolenia we współpracy z Instytutem Psychosyntezy, ISBN 83-85713-48-4, ISBN 83-921580-0-0.
- Edukacja integrująca: alternatywa czy konieczność? Kraków: Oficyna Wydawnicza IMPULS, 1997, ISBN 83-86994-40-1.